# Sępopol
Sępopol (Duits: Schippenbeil) is een stad in het Poolse woiwodschap Ermland-Mazurië, gelegen in de powiat Bartoszycki aan de grens met Rusland. De oppervlakte bedraagt 4,63 km², het inwonertal 2025 (2005).